# Hermann von Kuhl
Hermann Joseph von Kuhl (Koblenz, 2. studenog 1856. -  Frankfurt na Majni, 4. studenog 1958.) je bio njemački general i vojni zapovjednik. Tijekom Prvog svjetskog rata bio je načelnik stožera 1. i 12. armije, te Grupe armija princa Rupprechta Bavarskog.

## Vojna karijera
Hermann von Kuhl rođen je 2. studenog 1856. u Koblenzu. Kao sin srednjoškolskog učitelja studirao je filozofiju i književnost. Kuhl je u prusku vojsku stupio 1878. godine, te je nakon završetka Pruske vojne akademije služio u raznim vojnim jedinicama, kao i Glavnom stožeru u Berlinu. Godine 1898. godine postaje predavač na Pruskoj vojnoj akademiji, da bi 1902. godine služio kao časnik u Glavnom stožeru njemačke mornarice. Čin pukovnika dostigao 1909. godine, dok je general bojnikom postao je 1912. godine. U lipnju 1913. godine dobiva zapovjedništvo nad 25. pješačkom divizijom smještenom u Münsteru, da bi u prosincu te iste godine bio premješten u Glavni stožer u Berlinu.

## Prvi svjetski rat
Na početku Prvog svjetskog rata Kuhl je postao načelnikom stožera 1. armije kojom je na Zapadnom bojištu zapovijedao Alexander von Kluck. Kao načelnik stožera 1. armije sudjelovao je u Graničnim bitkama, kao i u Prvoj bitci na Marni. Kuhl je načelnikom stožera 1. armije ostao i nakon što je ranjenog Klucka na zapovjedništvu armije zamijenio Max von Fabeck.
U travnju 1915. Kuhl je promaknut u general poručnika, te u rujnu te iste godine postaje načelnikom stožera 12. armije. U studenom 1915. Kuhl postaje načelnikom stožera 6. armije kojom je zapovijedao bavarski princ Rupprecht. Kuhl je 28. kolovoza 1916. odlikovan ordenom Pour le Mérite, te postaje načelnikom stožera Grupe armija princa Rupprechta. Na tom mjestu ostaje sve do kraja rata.

## Poslije rata
Nakon rata Kuhl je unaprijeđen u generala pješaštva, te se umirovio. Napisao je više knjiga iz područja vojne teorije, te dvodijelnu knjigu o Prvom svjetskom ratu "Weltkrieg 1914-1918". Godine 1924. dodijeljen mu je i orden Pour le Mérite za doprinos u umjetnosti i znanosti. Posljednje godine života Kuhl je proveo u Frankfurtu na Majni gdje je živio zajedno s nećakom.
Hermann von Kuhl preminuo je 4. studenog 1958. godine u 103. godini života u Frankfurtu na Majni.

## Vanjske poveznice
(eng.) Hermann von Kuhl na stranici PrussianMachine.com

(njem.) Hermann von Kuhl na stranici Deutschland14-18.de